# 暴彦巴图
暴彦巴图（1922年1月—2015年4月12日），曾用名暴继先，蒙古族，卓索图盟喀喇沁左翼旗（今辽宁省喀喇沁左翼蒙古族自治县）人，中华民国大陆时期内蒙古革命者、中华人民共和国政治人物。

## 生平
1922年1月生于喀喇沁左翼旗。1942年到1944年，在满洲国新京法政大學经济系学习，获经济学士学位。1945年参加内蒙古人民革命青年团，1946年参加中国共产党。1946年3月到1948年9月，担任内蒙古自治区科尔沁右翼前旗内防科科长、公安科科长、工作团团长。1948年9月到1951年3月，担任中共兴安盟地委秘书长。1953年3月到1956年5月，历任内蒙古自治区东部区行政公署建工局局长，中共内蒙古自治区东部区党委工业部副部长，中共呼伦贝尔盟委常委。1956年6月到1966年末，历任中共伊克昭盟委副书记、第一书记。文化大革命期间，1966年到1975年1月，停止工作，受到迫害。1975年到1983年7月，历任内蒙古自治区农牧业办公室副主任，内蒙古自治区科学技术委员会主任，内蒙古自治区计划委员会主任、党组书记。1983年4月起，历任内蒙古自治区第五届、第六届政协副主席、党组成员。其间兼任内蒙古自然辩证法学会理事长、内蒙古经济学会理事长、内蒙古自治区人民政府科技顾问。1996年10月，经过中央批准离休。2002年9月，出任鄂尔多斯学研究会顾问。
2015年4月12日，暴彦巴图在呼和浩特病逝，享年94岁。